# Cerrione

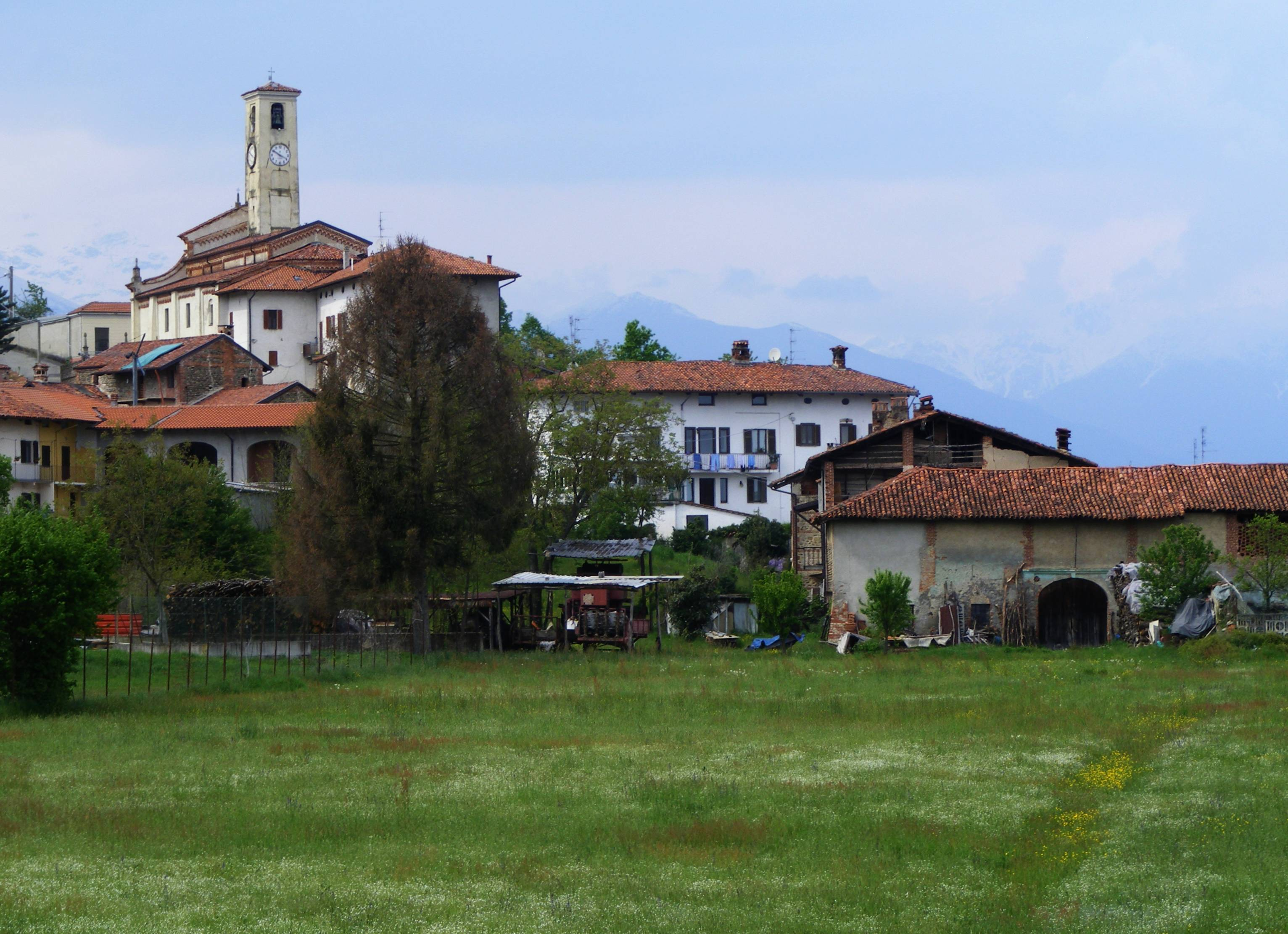

Cerrione ist eine Gemeinde mit 2753 Einwohnern (Stand 31. Dezember 2023) in der italienischen Provinz Biella (BI), Region Piemont.
Die Gemeinde besteht aus den Ortsteilen Magnonevolo und Vergnasco. Die Nachbargemeinden sind Borriana, Magnano, Roppolo, Salussola, Sandigliano, Verrone, Zimone und Zubiena.
Der Schutzheilige des Ortes ist San Giorgio.

## Geographie
Der Ort liegt auf einer Höhe von 250 m über dem Meeresspiegel und umfasst eine Fläche von 28 km².